# Fred Muteweta
Fred Muteweta est un boxeur ougandais né le 4 février 1971 à Kampala.

## Carrière
Aux Jeux olympiques d'été de 1988 à Séoul, Moustafa Al-Qalini est éliminé au deuxième tour dans la catégorie des poids mi-mouches par l'Irlandais Wayne McCullough.
Il est médaillé d'or dans la catégorie des poids coqs aux Jeux africains du Caire en 1991, s'imposant en finale contre l'Algérien Slimane Zengli.
Aux Jeux olympiques d'été de 1992 à Barcelone, il est éliminé au premier tour dans la catégorie des poids coqs, de nouveau par l'Irlandais Wayne McCullough. Il est le porte-drapeau de la délégation ougandaise durant ces Jeux.
Il est ensuite médaillé de bronze aux Jeux du Commonwealth de Victoria en 1994.